# Championnats du monde de tir à l'arc en salle
Ne doit pas être confondu avec Championnats du monde de tir à l'arc.
Les championnats du monde de tir à l'arc en salle sont une ancienne compétition bisannuelle organisée par la World Archery Federation qui désignait un champion du monde pour chaque discipline du tir à l'arc sur cible en salle. Ils ont eu lieu de 1991 à 2018.

## Histoire
Les compétitions internationales de tir à l’arc en salle sont récentes. Les championnats du monde, qui se déroulent tous les deux ans, ont été organisés pour la première fois en 1991 en Finlande. Depuis 2001, des épreuves individuelles et par équipe pour les juniors ont été ajoutées. Les deux catégories admises sont les arcs classiques et les arcs à poulies.

## La compétition
Les épreuves en salle se déroulent avec une phase de qualifications ouverte à tous les compétiteurs engagés dans chaque catégorie et des phases finales individuelles et par équipes. Les championnats du monde sont ouverts aux équipes nationales.

### Règlement des épreuves individuelles
Pour les qualifications, les athlètes tirent 60 flèches à 18 m. Ce tour est tiré le premier jour du championnat pour sélectionner les 32 meilleurs de chaque catégorie. Lors des qualifications, les archers tirent chacun 4 volées de 3 flèches sur une cible de 40 cm ou un trispot vertical de 20 cm de diamètre. Le temps par volée est de 2 minutes.
Les 32 archers qualifiés dans chaque catégorie sont placés dans un tableau final (premier contre dernier, deuxième contre avant-dernier, etc.)afin de disputer les éliminations. Les autres numéros sur le tableau montrent la progression possible des gagnants si l’archer le mieux classé gagne le match. Les archers tirent chacun 4 volées de 3 flèches pour un total de 12 flèches sur une cible de 40 cm ou un trispot vertical de 20 cm. Ils ont 2 minutes pour chaque volée. 
Les huit gagnants avanceront dans le tour final (1/4 finales, 1/2 finales, matchs pour le bronze et pour l’or). Chaque athlète tire sur sa propre cible séparée pour tirer 4 volées de 3 flèches (=12 flèches). Dans les finales, les tirs sont alternés et le temps limite par flèche est de 30 secondes. 

### Règlement des épreuves par équipes
Les équipes sont composées de trois archers. Ils peuvent tirer dans n’importe quel ordre, mais ils n’ont le droit de tirer qu’une seule flèche chaque fois qu’ils se trouvent sur le pas de tir. 
Pour les qualifications, les athlètes tirent 60 flèches à 18 m. Ce tour est tiré le premier jour du championnat pour sélectionner les 16 meilleures équipes de chaque catégorie. Lors des qualifications, les archers tirent chacun 4 volées de 3 flèches sur une cible de 40 cm ou un trispot vertical de 20 cm de diamètre. Le temps par volée est de 2 minutes.
Les équipes masculines et féminines sont classées en fonction de leur score total des qualifications (score additionné des trois meilleurs archers du pays) et les 16 meilleures de chaque catégorie s’affrontent en matchs pour les éliminations. Chaque match consiste en 4 volées de 2 flèches par archer (=18 flèches). Les équipes ont 2 minutes pour chaque volée de 6 flèches.
Les 8 meilleures équipes femmes et les 8 meilleures équipes hommes des tours éliminatoires se retrouvent pour une série de matchs (1/4 finales, 1/2 finales, matchs pour le bronze et pour l’or). Chaque match consiste en 4 volées de 6 flèches (2 par archer) tirées en 2 minutes à 18 mètres et mène au match pour la médaille d’or par équipe. 

## Lieux et date des compétitions
| Année | Ville      | Pays        | Date                               |
| ----- | ---------- | ----------- | ---------------------------------- |
| 1991  | Oulu       | Finlande    | .                                  |
| 1993  | Perpignan  | France      | .                                  |
| 1995  | Birmingham | Royaume-Uni | .                                  |
| 1997  | Istanbul   | Turquie     | .                                  |
| 1999  | La Havane  | Cuba        | .                                  |
| 2001  | Florence   | Italie      | 19 mars 2001 au 23 mars 2001       |
| 2003  | Nîmes      | France      | 6 mars 2003 au 9 mars 2003         |
| 2005  | Aalborg    | Danemark    | 23 mars 2005 au 27 mars 2005       |
| 2007  | Izmir      | Turquie     | 13 mars 2007 au 17 mars 2007       |
| 2009  | Rzeszów    | Pologne     | 4 mars 2009 au 8 mars 2009         |
| 2012  | Las Vegas  | États-Unis  | 5 février 2012 au 9 février 2012   |
| 2014  | Nîmes      | France      | 25 février 2014 au 2 mars 2014     |
| 2016  | Ankara     | Turquie     | 1er mars 2016 au 6 mars 2016       |
| 2018  | Yankton    | États-Unis  | 14 février 2018 au 19 février 2018 |

## Victoires
- 49 :  États-Unis
- 19 :  Ukraine
- 14 :  France
- 13 :  Russie
- 8 :  Allemagne,  Suède
- 5 :  Italie
- 4 :  Japon,  Mexique
- 3 :  Danemark,  Espagne,  Pays-Bas
- 2 :  Belgique,  Royaume-Uni,  Pologne,  Corée du Sud,  Australie

mise à jour : mai 2014